# La vida secreta de las palabras
La vida secreta de las palabras es una película de cine española escrita y dirigida por Isabel Coixet,  protagonizada por Sarah Polley, Tim Robbins, Javier Cámara y Julie Christie. Fue la más galardonada en la XX edición de los Premios Goya.

## Argumento
Taciturna y parcialmente sorda, Hanna (Polley) es una yugoslava que trabaja en una fábrica en Irlanda del Norte. Su jefe la obliga a tomar las vacaciones anuales y le dice que sus compañeros de trabajo se han sentido ofendidos por su diligencia en el trabajo. Después de escuchar una conversación sobre la necesidad de una enfermera, acepta un trabajo como enfermera privada para la víctima de quemaduras Josef (Robbins), quien está postrado en una cama en una plataforma petrolera en alta mar después de un incendio. Josef ha sufrido quemaduras graves y está temporalmente ciego. La plataforma no está operativa y en espera de una investigación que va a tener lugar para aclarar las causas del accidente. Pocas personas permanecen a bordo.
Hanna habla muy poco y, sobre todo, no quiere hablar de sí misma. A pesar de sufrir dolores, Josef constantemente hace bromas, algunas de ellas con insinuaciones sexuales humorísticas. El cuidado de Hanna por él incluye sostener el urinario y lavarle todo el cuerpo. A medida que se acercan, comienzan a compartir sus experiencias. Sin que él lo sepa, ella escucha una y otra vez un mensaje en su teléfono móvil de una misteriosa mujer que estaba enamorada de él.
Hanna se entera por un colega que Josef resultó herido mientras intentaba salvar a un hombre que se suicidó saltando al fuego en la plataforma petrolera. Se da a entender alguna otra conexión trágica entre ellos. El le cuenta una experiencia de casi ahogamiento, ya que no sabe nadar. Finalmente, Josef le confía a Hanna su culpa secreta, y ella le cuenta sobre su vida anterior en la ex Yugoslavia. Describe en detalle los horrores que soportó durante las Guerras de los Balcanes, incluido el secuestro y la violación repetida. Comparte las experiencias de otras mujeres, incluida una que se vio obligada a dispararle a su propia hija, así como la muerte de su mejor amiga. Habla de su propia tortura y le deja palpar las cicatrices en su cuerpo de las heridas que le infligieron.
Josef no mejora de forma significativa, y por iniciativa de Hanna, lo sacan por aire de la plataforma petrolera para llevarlo a un hospital. Cuando aterriza el helicóptero, Josef quiere que Hanna lo acompañe, pero ella se aleja sin decir una palabra. Sin embargo, deja una mochila (tal vez intencionalmente) que contiene suficiente información como para que Josef tenga la oportunidad de encontrarla. Después de recuperase, Josef viaja a Dinamarca para visitar a una consejera (Christie) que Hanna había visto después de huir de la guerra, quien le había proporcionado ayuda sicológica. Josef consigue rastrear a Hanna en la fábrica en Irlanda del Norte donde trabaja. Hablan, y al principio ella lo mantiene a distancia, diciendo que no podría estar con él porque cree que algún día podría ahogarlos a ambos en su dolor. Cuando él le dice que "aprenderá a nadar", ella lo acepta. 
Más tarde, se muestra a Hanna en una casa con la voz de una niña que explica que Hanna ahora tiene dos hijos, a quienes la narradora se refiere como sus hermanos, lo que indica que la mujer que Hanna describió como obligada a matar a su propio hijo era, de hecho, ella misma. Con la voz de su hija termina la película, con la esperanza de que algún día Hanna pueda vivir completamente en el "ahora" y deje de ser atormentada por el pasado.